# PKP SP45 sorozat
A PKP SP45 sorozat egy lengyel dízelmozdony-sorozat. Összesen 268 db-ot gyártottak belőle.

## Becenevek
A mozdonynak az alábbi beceneveket adták:
- Fiat – mert a dízelmotor licence Fiat
- Suka (magyarul:nőstény) Az első két betű miatt (SU45)